# Wolfgang Schwarz
Pour les articles homonymes, voir Schwarz.
Wolfgang Schwarz, né le 14 septembre 1947 à Vienne, est un patineur artistique autrichien. Son plus grand succès a été sa victoire aux Jeux olympiques de Grenoble en 1968.

## Palmarès
| Compétitions / Années   | 1964 | 1965 | 1966 | 1967 | 1968 |  |  |  |  |  |  |  |  |  |
| Jeux olympiques d'hiver | 15e  |      |      |      | 1er  |  |  |  |  |  |  |  |  |  |
| Championnats du monde   |      | 7e   | 2e   | 2e   |      |  |  |  |  |  |  |  |  |  |
| Championnats d’Europe   | 7e   | 5e   | 2e   | 2e   | 2e   |  |  |  |  |  |  |  |  |  |
|                         |      |      |      |      |      |  |  |  |  |  |  |  |  |  |